# Gekreuzte Finger

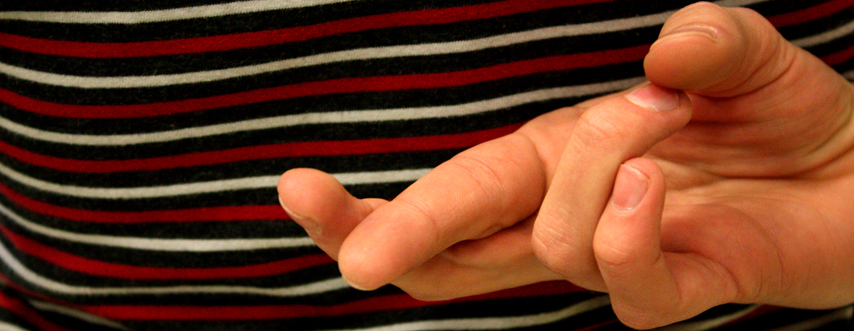
Hinter dem Rücken gekreuzte Finger

Seine Finger kreuzen ist eine Handgeste, die verwendet wird, um ein Versprechen, einen Schwur oder Eid aufzuheben. Das mutmaßliche Hintertürchen der gekreuzten Finger, während man etwas verspricht oder schwört, wird für gewöhnlich von Kindern im Schulalter ausgenutzt, oder auch in Film und Fernsehen verwendet, um dem Zuschauer einen Hinweis zu geben.
Im angelsächsischen Raum wird diese Geste auch verwendet, um sich abergläubisch Glück zu wünschen, während das im deutschen Sprachraum dafür gebräuchliche Daumendrücken dort weniger bekannt ist.

## Herkunft
Im Falle des gebrochenen Schwurs sollen die gekreuzten Finger (d. h., das Kruzifix) davor bewahren, dass man in die Hölle gelangt.
Auch als Geste für einen Glückwunsch, kann das Zeichen auf einen religiösen Ursprung zurückgeführt werden. Ursprünglich soll es als Bitte für Gottes Schutz, oder als Zeichen zur gegenseitigen Erkennung der Christen gedient haben.

## Sonstiges
Die Geste der „Gekreuzten Finger“ wird für das Logo der National Lottery des Vereinigten Königreichs verwendet sowie für die Oregon- und Virginia Lottery in den Vereinigten Staaten.